# Robert Gerwig
Robert Gerwig (Karlsruhe, 2 de maio de 1820 — Karlsruhe, 6 de dezembro de 1885) foi um engenheiro civil e político alemão do estado de Baden.

## Vida
Após estudar na Großherzogliche Polytechnische Schule Karlsruhe trabalhou inicialmente na construção de estradas. Projetou estradas em locais difíceis, como por exemplo de Gütenbach para Furtwangen ou de Vöhrenbach para Unterkirnach. Em 1850 fundou a primeira escola de fabricação de relógios da Alemanha, em Furtwangen. Em 1852 começou a reunir uma coleção de relógios, da qual resultou o Deutsches Uhrenmuseum. Foi diretor da escola até 1857.
Depois envolveu-se principalmente com a construção de ferrovias. Foram construídos de acordo com seus projetos a Badische Hauptbahn no trecho Waldshut-Schaffhausen-Singen-Constança, o trecho Waldshut–Coblença (Suíça), a Schwarzwaldbahn (Offenburg–Hausach-Singen), a Höllentalbahn (Freiburg im Breisgau–Neustadt) e a rampa norte da Linha do Gotardo. Sua especialidade foi evitar grandes inclinações construindo grandes laços e túneis.
Gerwig foi deputado do Partido Nacional Liberal na Badische Ständeversammlung (parlamento do Grão-ducado de Baden) e depois no Reichstag, onde auxiliou na construção do Palácio do Reichstag em Berlim. Gerwig foi eleito para o Reichstag a primeira vez em 5 de novembro de 1875 em uma eleição substitutiva, e sendo reeleito nas eleições de 1877, 1878 e 1881, foi deputado até 1884. Representou como deputado o distrito eleitoral Baden 2 (Donaueschingen - Villingen).
Robert Gerwig morreu em 6 de dezembro de 1885 em Karlsruhe, vitimado por um derrame cerebral.

## Obras

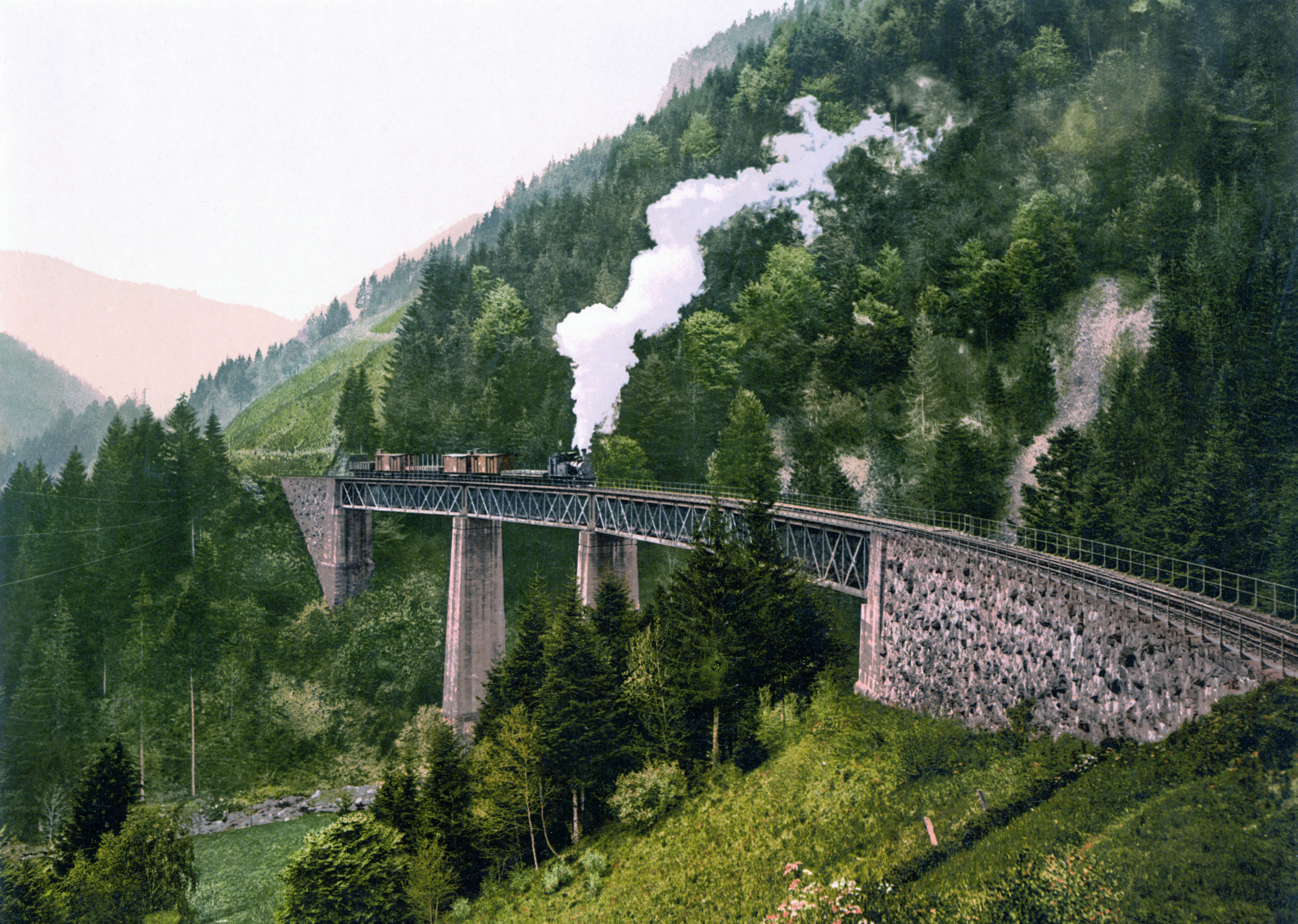
Viaduto sobre a Ravennaschlucht, ca. 1900

- Fundação da Uhrmacherschule Furtwangen em 1850 e do Deutsches Uhrenmuseum em 1852
- Projeto e construção:
  - Rheinbrücke Waldshut–Koblenz (1858–1859)
  - Rheintalbahn Waldshut-Konstanz (1860–1863)
  - Schwarzwaldbahn (1863–1873)
  - Friedrichstollen em Baden-Baden (1868–1871)
  - Höllentalbahn com Ravennabrücke (a partir de 1882, completada após sua morte)